# Blaisy-Haut
Blaisy-Haut är en kommun i departementet Côte-d'Or i regionen Bourgogne-Franche-Comté i östra Frankrike. Kommunen ligger i kantonen Sombernon som tillhör arrondissementet Dijon. År 2022 hade Blaisy-Haut 125 invånare.

## Befolkningsutveckling
Antalet invånare i kommunen Blaisy-Haut
Referens:INSEE